# 3555 Miyasaka
A 3555 Miyasaka (ideiglenes jelöléssel 1931 TC1) a Naprendszer kisbolygóövében található aszteroida. Karl Wilhelm Reinmuth fedezte fel 1931. október 6-án.